# ولادیسلاو گوسف
ولادیسلاو گوسف (استونیایی: Vladislav Gussev؛ زادهٔ ۲۶ اوت ۱۹۸۶) بازیکن فوتبال اهل استونی است.
از باشگاه‌هایی که در آن بازی کرده‌است می‌توان به باشگاه فوتبال تی‌وی‌ام‌کی اشاره کرد.
وی همچنین در تیم ملی فوتبال استونی بازی کرده‌است.